# Anselmo Gouthier
Anselmo Gouthier (* 19. Juni 1933 in Roreto Chisone, Piemont; † 1. November 2015 in Bozen) war ein italienischer Rechtsanwalt und langjähriger Politiker der Kommunistischen Partei Italiens (KPI). 

## Politische Laufbahn
Gouthier absolvierte in den Jahren nach Ende des Zweiten Weltkriegs ein Studium der Rechtswissenschaften an der Universität Pavia. 1963 wurde der 30-jährige Gouthier, der in Meran aufgewachsen war, zum Provinzsekretär der Südtiroler KPI gewählt. 1964 folgte seine Wahl in den Regionalrat Trentino-Südtirol und dadurch gleichzeitig in den Südtiroler Landtag. Bei den Wahlen der Jahre 1968, 1973 und 1978 wurde er in seinem Mandat bestätigt. 1979 trat Gouthier von seinem Landtagsmandat zurück, um erfolgreich bei den ersten Wahlen zum Europäischen Parlament zu kandidieren. Als Mitglied der kommunistischen Parlamentsfraktion war er dabei u. a. Mitglied im Haushaltsausschuss und von 1983 bis zum Ende der Legislaturperiode im Jahr 1984 stellvertretender Vorsitzender der Delegation für die Beziehungen zu Jugoslawien.

## Karriere in der Kommunistischen Partei Italiens
In den 1970er-Jahren nahm Gouthier auch innerhalb der Kommunistischen Partei zeitweise bedeutende Funktionen war. Im Oktober 1976, wenige Monate nachdem die KPI bei den italienischen Parlamentswahlen rund 34 % der Stimmen erreicht hatte und kurz vor einer Regierungsbeteiligung stand, wurde Gouthier in das achtköpfige Parteisekretariat rund um den damaligen Parteivorsitzenden Enrico Berlinguer gewählt, dem damals auch der spätere italienische Staatspräsident Giorgio Napolitano angehörte. Gouthier vertrat seine Partei in diesen Jahren zudem auf zahlreichen Auslandsreisen dies- und jenseits des Eisernen Vorhangs. Bereits 1973 hatte er an einer mehrwöchigen Lateinamerikareise teilgenommen, und dabei als Mitglied einer dreiköpfigen Parteidelegation einem Treffen mit dem damaligen chilenischen Präsidenten Salvador Allende beigewohnt.